# گریت پرسل
گریت پرسل (انگلیسی: Gerrit Pressel؛ زادهٔ ۱۹ ژوئن ۱۹۹۰) بازیکن فوتبال اهل آلمان است.
از باشگاه‌هایی که در آن بازی کرده‌است می‌توان به باشگاه فوتبال ویلم دوم، باشگاه فوتبال هولشتاین کیل، و باشگاه فوتبال هامبورگ اشاره کرد.